# Trương Giai Ninh
Trương Giai Ninh (tiếng Trung: 张佳宁, tiếng Anh: Zhang Jianing)  là một nữ diễn viên Trung Quốc, cô là cháu gái của nam diễn viên Trương Hiểu Long , nổi tiếng với vai Dĩnh phi Ba Lâm Mi Nhược trong bộ phim cung đấu Như Ý truyện. Cô từng là diễn viên trực thuộc Thái Dương Xuyên Hoà.

## Sự nghiệp
Năm 2009, Trương Giai Ninh ra mắt với một vai phụ trong bộ phim truyền hình Tiểu Di Đa Hạc.
Năm 2010, cô được khán giả biết đến sau khi tham gia bộ phim gia đình Kỷ nguyên con dâu xinh đẹp.
Năm 2011, Trương Giai Ninh đóng vai nữ chính trong bộ phim truyền hình truyền cảm hứng cho giới trẻ Ant Race's Struggle.
Năm 2012, cô đóng vai chính trong bộ phim gia đình Tình yêu của cha và giành được Giải thưởng LeTV cho Nữ diễn viên chính xuất sắc. Cùng năm, cô đóng vai chính trong bộ phim kinh dị Family On The Go của đạo diễn Kong Sheng, đóng vai một cô gái làng chơi. Trương Giai Ninh đã giành được giải Nữ diễn viên mới xuất sắc nhất tại Giải thưởng Tongniu cho vai diễn này, cũng như giải Nữ diễn viên được yêu thích nhất tại Giải thưởng Truyền hình Giang Tô.
Năm 2014, Trương Giai Ninh đóng vai nữ chính trong bộ phim hài dành cho giới trẻ The Struggle of 80's. Cùng năm, cô góp mặt trong bộ phim y khoa Bác sĩ thanh niên của đạo diễn Triệu Bảo Cương.
Năm 2017, Trương Giai Ninh tham gia bộ phim truyền hình dân quốc nổi tiếng Lông gà bay lên trời. Cùng năm đó, cô đóng một trong những vai chính trong bộ phim cổ trang kiếm hiệp Hiên viên kiếm - Hán chi vân, cũng như bộ phim lịch sử giả tưởng Cửu châu hải thượng mục vân ký.
Năm 2018, Trương Giai Ninh góp mặt trong bộ phim cung đấu Như Ý truyện với vai Dĩnh Quý phi. Cùng năm, cô đóng vai chính trong bộ phim hài cổ trang Đường Chuyên  và góp mặt trong bộ phim cổ trang Minh Lan Truyện.
Năm 2020, Trương Giai Ninh đóng vai chính trong bộ phim cảnh sát Thiêu đốt  và bộ phim truyền hình hiện đại về đề tài nữ quyền Thật ra anh ấy không yêu bạn đến thế.

## Phim

### Phim điện ảnh
| Năm  | Tiêu đề                            | Tiêu đề tiếng Trung          | Vai diễn     | Ghi chú   |
| ---- | ---------------------------------- | ---------------------------- | ------------ | --------- |
| 2010 | Hương Trà                          | 茶香                         | Hương Trà    | [ 19 ]    |
| 2014 | The Struggle of 80's               | 80 后的独立宣言              | Từ Tiểu Kiều |           |
| 2015 | Let Love, Come a Little Closer     | 《让爱，靠近一点（北京篇）》 |              | Phim ngắn |
| 2020 | Đệ nhất lư hương (Love After Love) | 第一 炉香                    | Thê Thê      | [ 21 ]    |

### Phim truyền hình
| Năm  | Tên                                        | Tiêu đề tiếng Trung  | Vai                           | Notes                  |
| ---- | ------------------------------------------ | -------------------- | ----------------------------- | ---------------------- |
| 2008 |                                            | 咱们的派出所         | Tú Tú                         |                        |
| 2009 | Rush to Northeast                          | 闯关东               | Thu Đào                       | [ 22 ]                 |
| 2009 | Tiểu Di Đa Hạc (Auntie Duohe)              | 小姨多鹤             | Trương Xuân Mĩ                |                        |
| 2010 | Kỷ nguyên con dâu xinh đẹp                 | 媳妇的美好时代       | Phan Mỹ Lệ                    |                        |
| 2011 | Fourth Army Female Soldiers                | 新四军女兵           | Đào Thất Muội                 | [ 23 ]                 |
| 2011 | Fight Till The End                         | 川军团血战到底       | Ngọc Tú                       | [ 24 ]                 |
| 2011 | The Age of Iron                            | 钢铁年代             | Dương Môn Nhân                | [ 25 ]                 |
| 2011 | Black List                                 | 黑色名单             | Đinh Hương                    |                        |
| 2011 | The Love & Family                          | 有爱就有家           | Nam Nam                       | [ 26 ]                 |
| 2011 | Ant Race's Struggle                        | 蚁族的奋斗           | Tống Sở Sở                    |                        |
| 2012 | Hôn sào                                    | 婚巢                 | Ngũ An Kỳ                     |                        |
| 2012 | Master Lin In Seou                         | 林师傅在首尔         | Vu Giai Ninh                  | [ 27 ]                 |
| 2012 | Father's Love                              | 老爸的爱情           | Thịnh Hiểu Lị                 |                        |
| 2012 | Ai nha ma ma                               | 哎呀妈妈             | Bùi Du Du                     | [ 28 ]                 |
| 2012 | Family on the Go                           | 温州一家人           | Mục Hòa Hòa                   |                        |
| 2013 | Chúng ta kết hôn đi                        | 咱们结婚吧           | Trương Yến                    | Cameo (phát sóng 2015) |
| 2013 |                                            | 渗透                 | Bạch Nhứ (Tiểu Nha Đầu)       | [ 29 ]                 |
| 2014 | Left Hand Family Right Hand Love           | 左手亲情右手爱       | La Gia Bảo                    | [ 30 ]                 |
| 2014 | Naked Marriage Afterwards                  | 裸婚之后             | Miêu Thanh Thanh              | [ 31 ]                 |
| 2014 |                                            | 谁解女人心           | Nguyên Nguyên                 | [ 32 ]                 |
| 2014 | Angel's Smile                              | 天使的微笑           | Hàn Mộng                      | [ 33 ]                 |
| 2014 | Bác sĩ thanh niên                          | 青年医生             | Ngải Tiểu Thiên               |                        |
| 2015 |                                            | 邻居也疯狂           | Lưu Cát Tường                 | [ 34 ]                 |
| 2015 | Mẹ chồng Kung Fu                           | 功夫婆媳             | Nhậm Tiểu Huyền               | [ 35 ]                 |
| 2015 |                                            | 亲情暖我心           | Triệu Tiểu Vũ                 | [ 36 ]                 |
| 2015 | Phong Điểu Xuất Kích                       | 蜂鸟                 | Lý Á Băng                     | [ 37 ]                 |
| 2017 | Lông gà bay lên trời                       | 鸡毛飞上天           | Khâu Nham                     |                        |
| 2017 | Câu chuyện cảnh sát                        | 江城警事             | Trương Ngôn                   | [ 38 ]                 |
| 2017 | Tiger Father Dog Son                       | 我的老爸是奇葩       | Thường Thiên Tuệ              | [ 39 ]                 |
| 2017 | Hoàng Đại Niên                             | 黄大年               | Đồng Đồng                     |                        |
| 2017 | Hiên viên kiếm - Hán chi vân               | 轩辕剑之汉之云       | Hoành Ngải (Sênh Nhi tiên tử) |                        |
| 2017 | Cửu châu hải thượng mục vân ký             | 九州·海上牧云记      | Mục Vân Nghiêm Sương          |                        |
| 2018 | Như Ý truyện                               | 如懿传               | Ba Lâm Mi Nhược               | Một trong các nữ chính |
| 2018 | Đường Chuyên                               | 唐砖                 | Lý An Lan                     | Web drama              |
| 2018 | Minh Lan Truyện                            | 知否知否应是绿肥红瘦 | Thịnh Như Lan                 |                        |
| 2019 | Yêu em, người chữa lành vết thương cho anh | 爱上你治愈我         | Mẹ của Ngãi Mễ                | Cameo                  |
| 2020 | Quyết thắng tòa án                         | 决胜法庭             | Phó Tiểu Nhu                  | [ 40 ]                 |
| 2020 | Thiêu đốt                                  | 燃烧                 | Hứa Giai Đồng                 |                        |
| 2020 | Thật ra anh ấy không yêu bạn đến thế       | 他其实没有那么爱你   | Đinh Đinh                     | Vai chính              |
| 2020 | Trắng đen sáng tỏ/ Hắc bạch cấm khu        | 黑白禁区             | Tô Linh                       | Khách mời              |
| 2021 | Những đứa con nhà họ Kiều                  | 乔家的儿女           | Thường Tinh Vũ                | Khách mời              |
| 2022 | Ngôi sao lấp lánh                          | 一闪一闪亮星星       | Lâm Bắc Tinh                  | Vai chính              |
| 2022 | Hoan Lạc Tụng 3                            | 欢乐颂3              | Chu Triết                     | Vai chính              |
| 2023 | Hoan Lạc Tụng 4                            | 欢乐颂4              | Chu Triết                     | Vai chính              |
| 2024 | Hoan Lạc Tụng 5                            | 欢乐颂5              | Chu Triết                     | Vai chính              |
| TBA  | Triều Ca                                   | 朝歌                 | Khinh Mộng                    | quay năm 2017          |

## Đĩa nhạc
| Năm  | Tiêu đề tiếng Anh  | Tiêu đề tiếng Trung | Album                                    | Ghi chú |
| ---- | ------------------ | ------------------- | ---------------------------------------- | ------- |
| 2020 | "I Want Your Love" | 我 要 你 的 爱      | Thật ra anh ấy không yêu bạn đến thế OST |         |

## Giải thưởng và đề cử
| Năm  | Sự kiện                     | Hạng mục                                     | Phim                           | Kết quả   | Ghi chú |
| ---- | --------------------------- | -------------------------------------------- | ------------------------------ | --------- | ------- |
| 2014 | Quốc kịch thịnh điển        | Diễn giải thần tượng của giới trẻ            |                                | Đoạt giải |         |
| 2015 | Giải Kim Phượng             | Nữ diễn viên mới của năm                     | The Struggle of 80's           | Đoạt giải |         |
| 2017 | Diễn viên Trung Quốc        | Nữ diễn viên xuất sắc nhất: Bảng xanh lá cây | Cửu châu hải thượng mục vân ký | Đề cử     |         |
| 2019 | iFeng Fashion Choice Awards | Nhân vật thời trang của năm                  | —                              | Đoạt giải | [ 42 ]  |